# Erin Yungblut
Erin Yungblut (* 18. Juni 1993) ist eine ehemalige kanadische Biathletin.

## Sportliche Karriere
Erin Yungblut gab ihr internationales Debüt bei den Nordamerikanischen Meisterschaften im Sommerbiathlon 2012 in Canmore, wo sie im Verfolgungsrennen auf Rollski Sechste der Gemeinschafts- und Dritte der Juniorenwertung wurde. Bei den Biathlon-Juniorenweltmeisterschaften 2013 in Obertilliach wurde sie 47. des Einzels und qualifizierte sich als 58. des Sprints knapp für das Verfolgungsrennen, in dem sie 51. wurde. Ein Jahr später kamen in Presque Isle die Platzierungen 36 in Einzel und Sprint, 42 in der Verfolgung und mit Sarah Beaudry und Julia Ransom Rang neun mit der Staffel hinzu. Kurz zuvor startete sie auch bei den offenen Biathlon-Europameisterschaften 2014 in Nové Město na Moravě. Yungblut kam in den Einzelrennen bei den Juniorinnen zum Einsatz und wurde 51. des Einzels, 27. des Sprints und 46. der Verfolgung. Bei Kanadischen Meisterschaften gewann sie 2013 hinter Rose-Marie Côté Silber sowie in Verfolgung und Einzel Bronze in den Juniorinnenrennen. Es waren zugleich die Nordamerikameisterschaften, bei denen sie Silber im Sprint und Bronze in der Verfolgung gewann.
Bei den Frauen im Leistungsbereich startet Yungblut seit 2013. Ihr erstes Rennen bestritt sie hier in Martell im IBU-Cup und wurde 68. Kurz darauf verpasste sie in Osrblie mit Julia Ransom, Claude Godbout und Emma Lodge als Viertplatzierte mit der Staffel nur um einen Rang eine erste Podiumsplatzierung. Zudem gewann sie als 18. des Einzels ihre ersten Punkte und erreichte ihr bislang bestes Resultat in der zweithöchsten Rennserie. Erste internationale Meisterschaften bei den Frauen wurden die Europameisterschaften 2014, bei denen sie nach den Einzelrennen im Juniorinnenbereich für die Staffel in die kanadische Frauen-Nationalmannschaft berufen wurde. Mit Audrey Vaillancourt, Emma Lodge und Emma Lunder kam sie mit der überrundeten kanadischen Staffel auf den 13. und damit letzten Platz.
Am 18. Mai 2019 verkündete Yungblut ihren Rücktritt als Biathletin.

## Gesundheitliche Probleme
Während ihrer Karriere litt Yungblut am „RED-S“-Syndrom. Die Relative energy deficiency in sport bei Frauen ist eine Folge von Essstörungen und wird durch den Hormonspiegel im Blut sowie den Menstruationszyklus beeinflusst. Nachdem sie 2018 nach einer Schulterverletzung operiert werden musste, beschloss Yungblut, sich offensiv mit ihrer Krankheit auseinanderzusetzen. Mit der Hilfe ihrer Trainer, von Ernährungsberatern, Psychologen und ihrer Familie und Freunde gelang es ihr, diese effektiv zu bekämpfen. Trotzdem beendete sie kurz darauf ihre Karriere als Leistungssportlerin.

## Statistiken

### Weltcupplatzierungen
Die Tabelle zeigt alle Platzierungen (je nach Austragungsjahr einschließlich Olympische Spiele und Weltmeisterschaften).
- 1.–3. Platz: Anzahl der Podiumsplatzierungen
- Top 10: Anzahl der Platzierungen unter den ersten zehn (einschließlich Podium)
- Punkteränge: Anzahl der Platzierungen innerhalb der Punkteränge (einschließlich Podium und Top 10)
- Starts: Anzahl gelaufener Rennen in der jeweiligen Disziplin
- Staffel: inklusive Mixed- und Single-Mixed-Staffeln

| Platzierung         | Einzel | Sprint | Verfolgung | Massenstart | Staffel | Gesamt |
| ------------------- | ------ | ------ | ---------- | ----------- | ------- | ------ |
| 1. Platz            |        |        |            |             |         |        |
| 2. Platz            |        |        |            |             |         |        |
| 3. Platz            |        |        |            |             |         |        |
| Top 10              |        |        |            |             |         |        |
| Punkteränge         |        |        |            |             | 1       | 1      |
| Starts              |        | 1      |            |             | 1       | 2      |
| Stand: Karriereende |        |        |            |             |         |        |